# モルジュ-ビエール-コソネイ地域交通Ge4/4形電気機関車

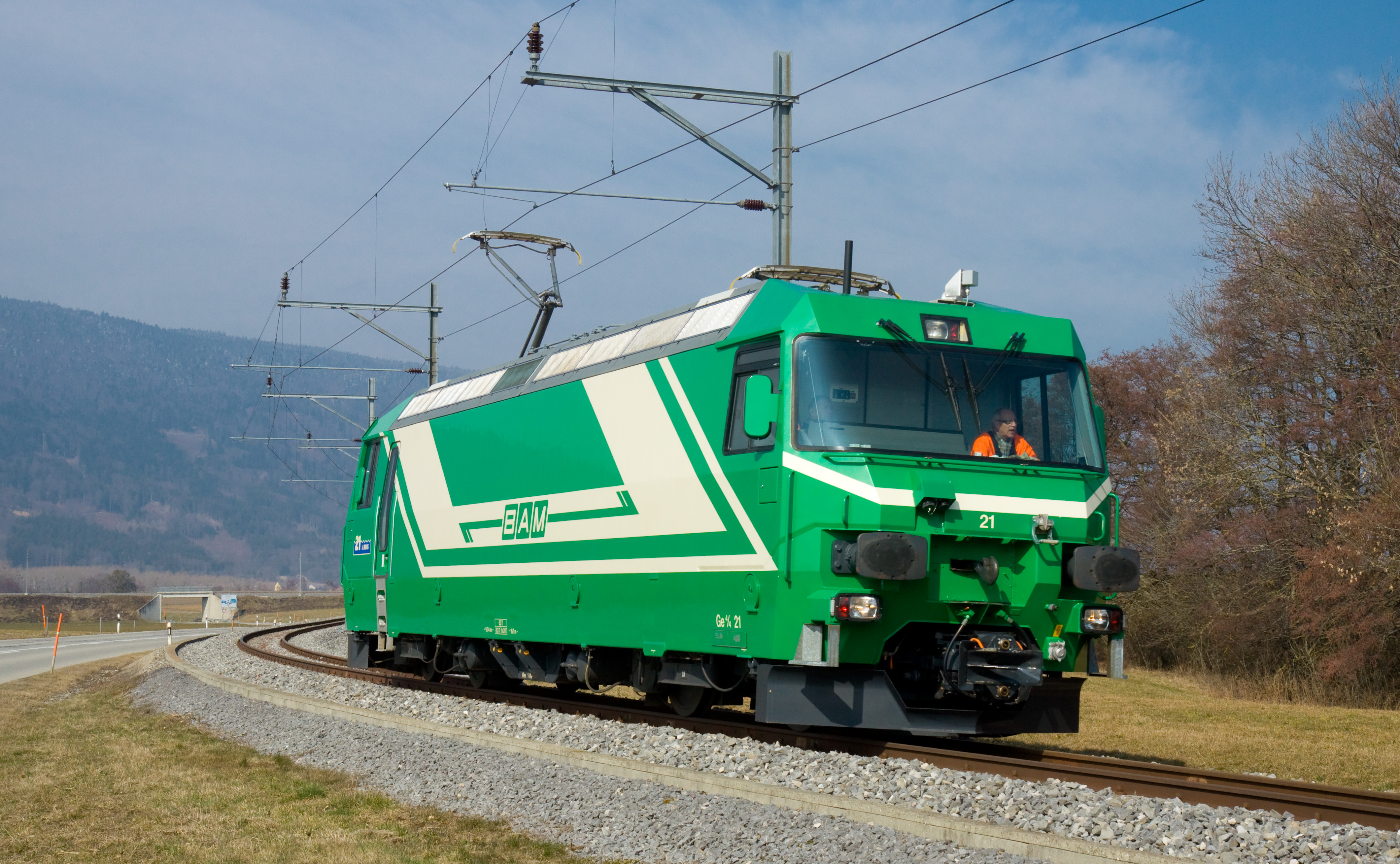
Ge4/4 21号機、ビール基地付近、2011年

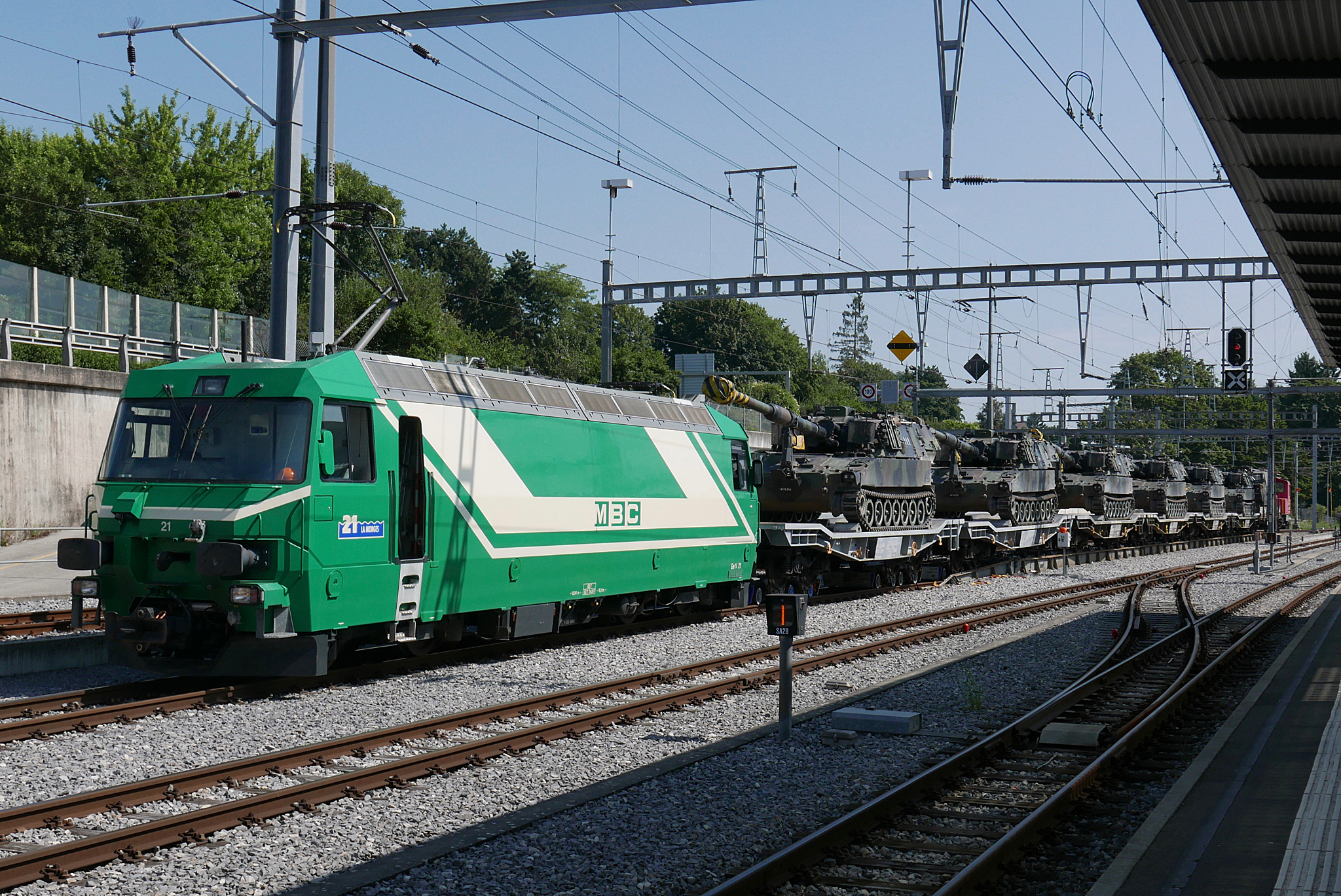
ロールボックに積載した標準軌貨車による軍用列車を牽引するGe4/4 21号機、モルジュ駅、2016年

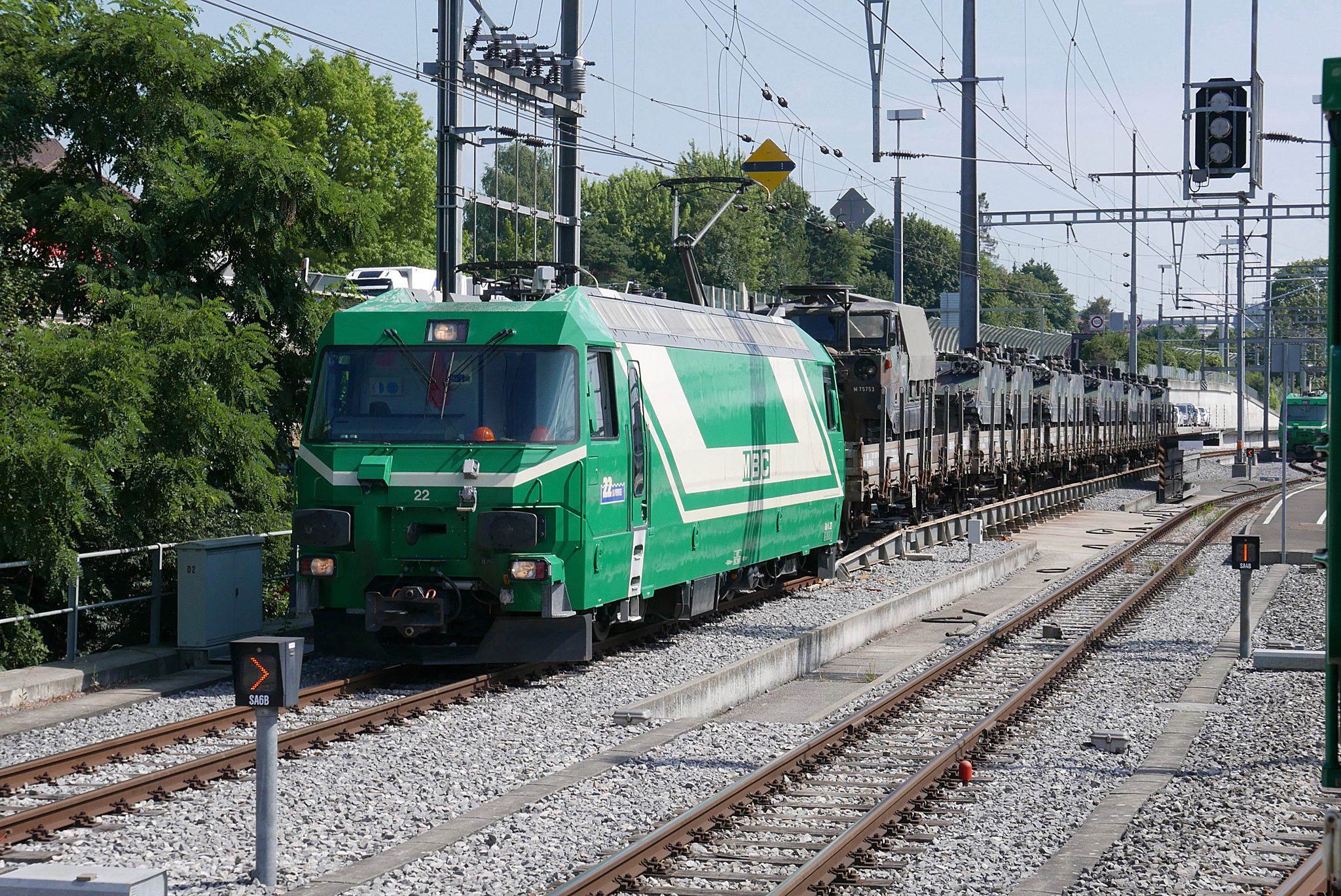
同じく軍用列車を牽引するGe4/4 22号機、モルジュ駅、2016年

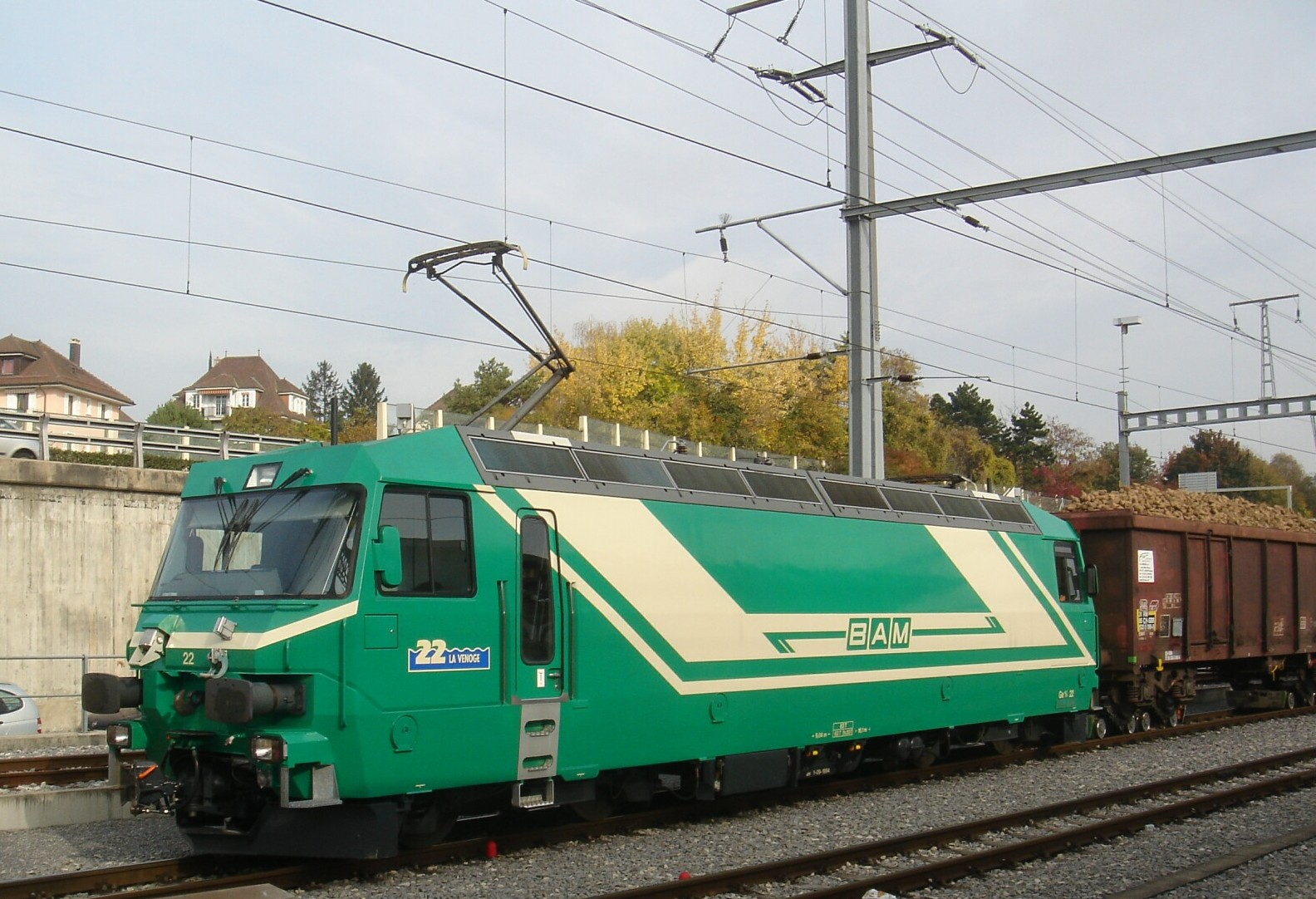
ロールボックに積載した標準軌貨車による貨物列車を牽引するGe4/4 22号機、モルジュ駅、2006年

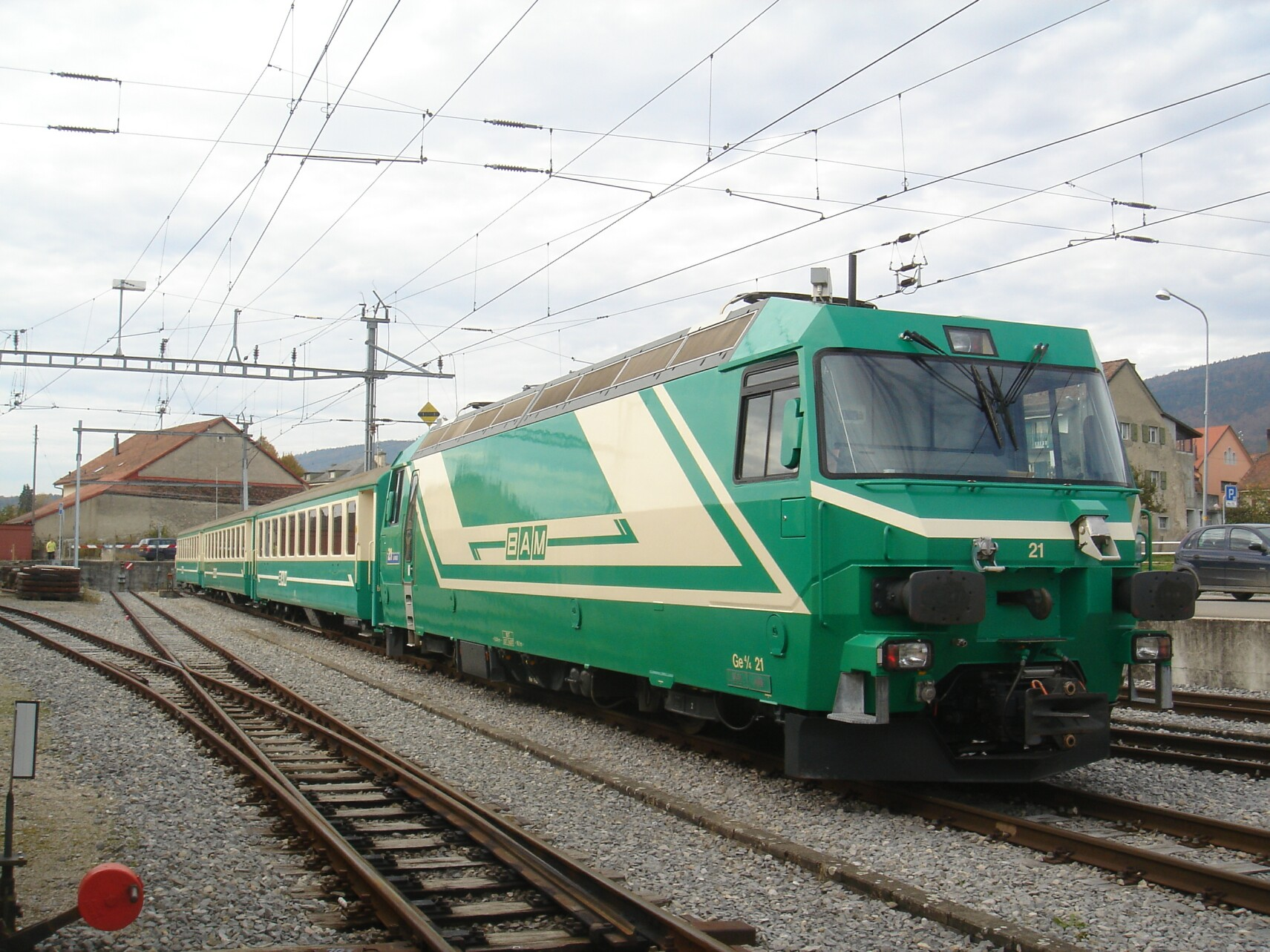
旅客列車を牽引するGe4/4 21号機、ビール駅、2006年

モルジュ-ビエール-コソネイ地域交通Ge4/4形電気機関車（モルジュ-ビエール-コソネイちいきこうつうGe4/4がたでんきかんしゃ）は、スイス西部の私鉄であるモルジュ-ビエール-コソネイ地域交通（Transports de la région Morges-Bière-Cossonay (MBC)）の運営するビエール-アプル-モルジュ鉄道で使用される電気機関車である。

## 概要
スイス西部のレマン湖北岸で19.1 kmと10.6 kmの1000 mm軌間の路線を運行しているモルジュ-ビエール-コソネイ地域交通は、2003年6月26日にビエール-アプル-モルジュ鉄道をはじめとするこの地域の鉄道、ケーブルカー、バス会社が統合したものであるが、ビエール-アプル-モルジュ鉄道は1943年の電化以降、旅客列車、貨物列車ともに電車による牽引で運行されていた。一方、この地域は農業、牧畜業および林業が営まれていたほかに、終点のビエールには1874年に開設されたスイス陸軍の基地があり、ビエール-アプル-モルジュ鉄道は沿線の旅客と農産物や林産物のほか、この基地への物資等の輸送の役割も果たしていた。そして1964年にはそれまでの自社の貨車による貨物列車に加えて、標準軌貨車積載用の貨車に積載したスイス国鉄貨車による貨物の取扱いが始まり、さらに1981年以降はスイス国鉄の標準軌貨車をロールボックと呼ばれる1000 mm軌間用の輸送機材に積載したものをBe4/4 11...15形電車が牽引する貨物列車の運行が開始され、これによって戦車等の軍用車両も輸送するようになっていた。
その後1990年代になるとスイスにおける鉄道による軍の輸送の重要度、ビエールの基地の重要度ともに高くなり、有事の際にはビエールの基地からビエール-アプル-モルジュ鉄道を経由してスイス国鉄により戦車等からなる部隊をスイス全土に迅速に展開するため、同鉄道でも軍用列車の輸送力を増強が図られ、ビエール付近から分岐してビエールの基地に至る1.9 kmの新線が建設されて軍用列車専用の貨物駅が1997年に開設されるとともに、これと前後して1994-95年に本項で述べるGe4/4形電気機関車2機とロールボック20セットが増備されている。
このGe4/4形は1990年に発注されたビエール-アプル-モルジュ鉄道初の電気機関車であり、1989、91、96年にスイス最大の私鉄であるレーティッシュ鉄道が全長19 kmのフェライナトンネルを含む新線を通る列車フェリーの牽引および本線系統の輸送力増強用に各6機と3機、3機を発注したGe4/4III形をベースにロールボック積載貨車の牽引に対応させた機体であり、スイス連邦鉄道（スイス国鉄）のRe460形機関車の技術を用いて設計、製造された、VVVFインバータ制御により定格出力3200 kWを発揮する強力機であるとともに、操舵台車による高い曲線通過性能が特徴となっている。なお、車体、機械部分、台車をSLM、電機部分、主電動機をABBが製造を担当しており、各機体の機番とSLM製番、製造所、製造年、機体名は下記のとおりである。
- 21 - 5495 - 1994年 - SLM/ABB - La Morges
- 22 - 5496 - 1994年 - SLM/ABB - La Venoge

## 仕様

### 車体
- 車体は鋼製で、正面は長大トンネルでの運用を考慮してトンネル内での空気抵抗軽減を考慮したレーティッシュ鉄道のGe4/4III形と同じ直線を基調の多面体形状をベースにロールボック積載貨車用の連結器を設置した形態で、車体台枠も前面は連結器部分まで嵩上げされた構造となっている。また、側面は平滑で上半分がわずかに絞られた形状としている。
- 車体内の機械室中央通路式で、平面は車体中心を中心に点対称の機器配置となっている。機関車の通路右側の機器配置は前位側から主電動機冷却用送風機、主変換装置、主変換装置および主変圧器冷却油ラジエター用送風機、直流電源装置と蓄電池充電装置、電動空気圧縮機、主電動機冷却用送風機、空気ブレーキ装置、側面乗務員扉となっており、通路左側は側面乗務員扉、主電動機冷却用送風機、主制御装置や車両情報装置などの電子機器ラック、補機類、主変換装置および主変圧器冷却油ラジエター用送風機、主変換装置、主電動機冷却用送風機となっている。また、屋根上にはシングルアーム式の集電装置2基と真空遮断器、主開閉器、避雷器が装備され、屋根肩部には空気取入口のルーバーが並んでいるが、この部分を含め屋根はほぼ全長にわたり取外しが可能な構造となっており、床下には車体中央部に主変圧器とその前後に冷却油用オイルポンプ、蓄電池、空気タンクが装備されている。
- 運転室は長さ2000 mmで、乗務員席肘掛前部に設けられたジョイスティック式のマスターコントローラーによりが運転操作を行う方式となっており、座席左側には力行および電気ブレーキと砂撒き装置を操作するジョイスティックと警笛、座席の向きの変更、保安装置用の押ボタンが、座席右側にはブレーキを操作するジョイスティックと、バックミラー、警笛用の押ボタンが装備されているほか、デスクタイプの運転台計器盤の右側に入換ブレーキ用のジョイスティックが装備されている。運転台計器盤は液晶ディスプレイ2基と表示灯類、スイッチ類を備えたグラスコックピット化されたものとなっており、液晶ディスプレイのうち1基は速度、圧力、電圧、牽引力などの機関車運行上のデータの表示を、もう1基はモニタ用で、機関車および列車の各種データを表示している。運転室横の窓は引違式で、その前部には電動式のバックミラーが設置されているほか、乗務員乗降扉は機械室にのみ設置されており、運転室へは機械室より出入りする方式となっている。
- 正面は非貫通で大型の曲面1枚ガラスの正面窓を設けた多面体スタイルで、上部中央と下部左右の3箇所に角型の前照灯・尾灯のユニットが設置されている。連結器は+GF+[5]ピン・リンク式自動連結器とロールボック積載の標準軌車両用のねじ式連結器を装備しており、標準軌用のものはスイス国鉄車両標準の高さ1050 mmから、積載するロールボックの分220 mm高くなった1370 mmの位置に装備されており、緩衝器が左右、フックが中央にあるタイプとなっている。このほか、重連総括制御用、電気暖房用の電気連結器と空気ブレーキ用の連結ホースが装備されるほか、車体の前面下部に大型のスノープラウが設置されている。
- 車体塗装は黄緑色をベースに正面窓下に白帯が、側面に細太2本の白帯が凹字状に入り、その太帯の中にビエール-アプル-モルジュ鉄道のマークが、運転席右側の運転室窓下部に機番と機体名がそれぞれ入るものとなっており、側面のデザインはレマン湖に流入するモルジュ川とヴノージュ川をモチーフとしたものである。また、屋根および屋根上機器が銀色、床下機器と台車はダークグレーである。

### 走行機器
- 制御方式は主変換装置にGTOサイリスタを使用したコンバータ・インバータ方式で、1台の主変換装置で台車ごとの2台の主電動機を制御しており、主変換装置は台車ごとにGTOユニットや制御ユニットを補助電源装置2基とともにアルミ製のラックに一体化したものを車体内に2基搭載している。
- 主変圧器はアルミ製の筺体にセットされて床下中央部に搭載され、出力および容量は走行用のAC 950 V・2370 kVAと補助電源装置用のAC 800 V・200 kVA、補機用のAC 220 V・46 kVAおよびAC 110 V・23 kVAと列車暖房用のものが用意されている。なお、主変換装置および主変圧器はいずれも油冷式で冷却用のオイルポンプとオイルクーラーを装備しており、冷却風は屋根上中央部の吸気口から吸入する。
- 主電動機は定格出力800 kW、連続定格出力600 kWのABB製Typ 6FRA 5248かご形三相誘導電動機 を4台搭載し、定格出力3200 kW、連続定格出力2400 kWの性能を発揮する。冷却はファンによる強制通風式で、冷却風は屋根肩部の吸気口から吸入する。
- 台車は最小曲線半径100 m、最急勾配45 ‰、最高速度120 km/hに対応した軸距2400 mm、車輪径1070 mmのボルスタレス式台車で、輪軸が吊り掛けて装荷された主電動機および駆動装置と一体となって曲線に合わせて転向する操舵台車として軌道への横圧を減らす構造となっており、さらに、台車内の前後の輪軸および主電動機、駆動装置はリンクで結合されており、変位を均等なものとしている。また、軸箱支持方式は軸梁式、牽引力伝達は1本リンク式で、枕ばね、軸ばねともにコイルばねで軸ばねにはオイルダンパを併設しているほか、1段減速式の駆動装置の減速比は1:6.44となっている。このほか、各軸に砂撒き装置が装備されており、砂箱は車体内に設置されて側面下部に片側4箇所の補給口が設けられている。
- 車両制御システムとして、スイス国鉄のRe460形と同じABB製のMICAS-S2を搭載しているが、このシステムは制御システム、モニタシステム、列車内データ伝送システム、機関車内データ伝送システムから構成されており、車両内の各機器を統合している。また、データ記録装置としてSécheron-Hasler[6]製のTeloc2200を搭載している。
- ブレーキ装置は主変換装置による回生ブレーキのほかUIC規格の空気ブレーキ、駐機用ばねブレーキを装備しており、基礎ブレーキ装置としてユニット式の踏面ブレーキを装備している。
- そのほか、集電装置はABB製のシングルアーム式を2基搭載するほか、主変圧器のAC 800 V出力を使用する三相380 V・50 kVA出力でGTOサイリスタ駆動の補助電源装置を主変換装置に2基ずつ内蔵して計4基装備し、2台がそれぞれ主電動機送風機2台とオイルクーラー1台ずつを駆動、1台が電動空気圧縮機を駆動、残る1台がオイルポンプ4台の駆動と蓄電池充電用となっている。なお、蓄電池は36 V・133 Ahのニッケル・カドミウム蓄電池となっている。

### 主要諸元
- 軌間：1000 mm
- 電気方式：AC 15 kV・16.7 Hz 架空線式
- 最大寸法：全長16100 mm、全幅2800 mm、全高3860 mm（パンタグラフ折畳時）
- 軸配置：Bo'Bo'
- 軸距：2400 mm
- 台車中心間距離：9040 mm
- 自重：62.5 t
- 走行装置
  - 主制御装置：GTOサイリスタ使用のVVVFインバータ制御
  - 主電動機：Type 6FRA 5248かご形三相誘導電動機×4台（連続定格：出力600 kW、電流266 A、電圧1638 V、最大出力：820 kW）
  - 減速比：6.44
- 性能
  - 出力：3200 kW（定格）、2400 kW（連続定格）
  - 最高速度：75 km/h
- ブレーキ装置：回生ブレーキ、空気ブレーキ、ばねブレーキ

## 運行

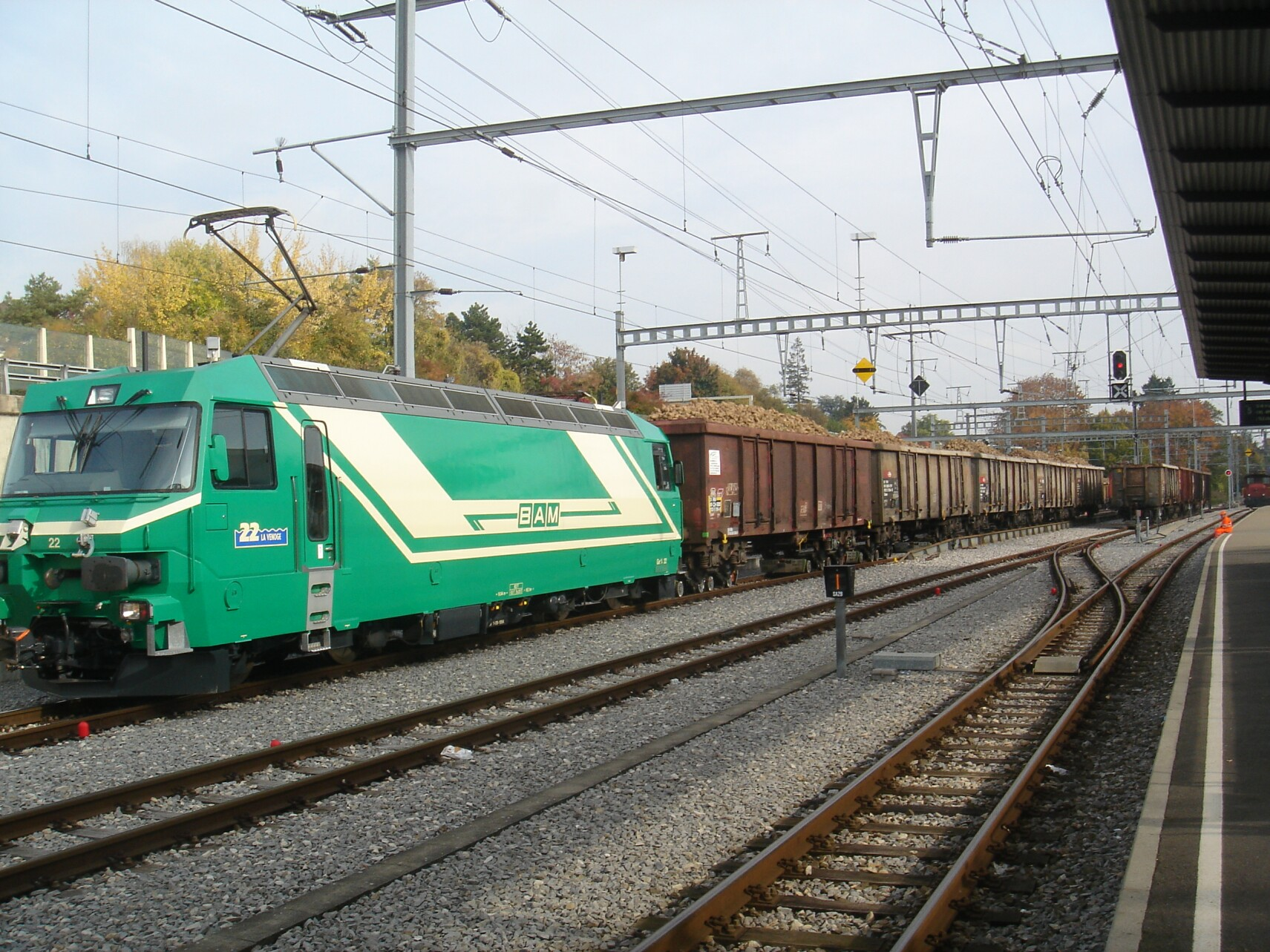
テンサイを輸送する標準軌貨車をロールボックから降ろす作業中のGe4/4 22号機、モルジュ駅、2006年

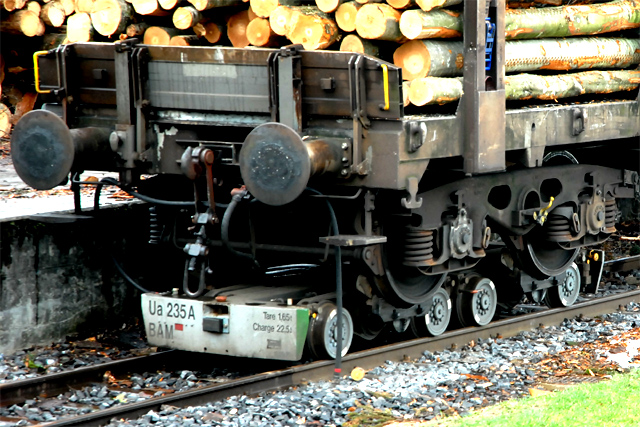
木材を積載した標準軌貨車の台車の下にUa 229-248形ロールボックの235号車がセットされている、2007年

- モルジュ-ビエール-コソネイ地域交通が運営するビエール-アプル-モルジュ鉄道はレマン湖北岸の街であり、ヴォー州モルジュのスイス国鉄と接続する標高382 mのモルジュ駅から北方へ、途中標高639 mのアプルを経由してジュラ山脈の山麓の街である標高692 mのビールへ至る19.1 kmの路線と、アプルから分岐して標高662 mのリスル・モン＝ラ＝ヴィルに至る10.7 kmの路線からなっており、前者は1895年1月7日に開業、後者は1896年9月12日にアプル-リスル鉄道[7]として開業したものが1899年にビエール-アプル-モルジュ鉄道に統合したものである。また、このほかビールの手前約1.3 km付近から分岐してビール基地へ至る、1997年4月10日に開業したスイス連邦が保有する貨物専用の路線を運行している。これらの各路線は地形も比較的平坦である上に丘陵等を迂回する形で敷設されているため、最急勾配25もしくは35パーミルでトンネルや大きな橋梁のない平坦な路線であり、沿線は農耕地や牧草地、森林が主体となっている。
- 本形式は全線で貨物列車、旅客列車を牽引しており、貨物列車は基本的にモルジュ駅の積載施設でロールボックに積載したスイス国鉄の貨車で運行されており、農産物や木材など沿線の産物が主要な輸送品目となっており、沿線各駅の貨物ホームで積載されるほか、テンサイなどの農産物は本線の線路横の畑に集積された後、本線上に停車した貨物列車に農業機械で直接積載する方式も採られている。なお、モルジュ-ビエール-コソネイ地域交通ではこれらの貨物列車のためにヴェヴェイ式のロールボックをUa 201-228形28セットとUa 229-248形20セット[8]と、モルジュ駅構内に2線設けられたロールボックへの貨車積載用設備の標準軌側の線路での入換用として2006年にTeIII 139-179形を2機[9]保有している。
- スイス陸軍関連の列車は専用路線のビール基地からモルジュの間で本形式の牽引で運行されており、スイス国鉄の輸送用貨車にPz 87戦車やイーグル、ピラーニャなどの装甲車を始めとする各種軍用機材を搭載している。なお、この列車のためにビール基地の貨物駅にはロールボックに積載したまま貨車へ車輌を搭載できる高さのプラットホームが設置されている。
- ビエール-アプル-モルジュ鉄道は沿線に大きな街がないため、旅客輸送人員は少なく、通常の旅客列車はBe4/4 11...15形電車とBt 51-54形制御客車もしくは部分低床式電車であるBe4/4 31-38形にB 2065-2067形部分低床式客車を組み合わせた編成による運行となっているが、本形式もスイスの狭軌私鉄標準型客車の一系列であるFFA[10]製EW Iシリーズ[11]であるB 61-64形客車などの客車を牽引して旅客列車の運行に使用されているが、同様に通常の場合は3両程度客車を牽引するの短いものとなっている。なお、2013年時点においてはいずれも全列車普通列車で以下のような運行となっている。
  - モルジュ - アプル - ビエール間：朝夕が約30 - 40分、昼間が約60分間隔で所要30分
  - アプル - リスル・モン＝ラ＝ヴィル間：朝夕が約30 - 60分間隔、昼間が約60 - 120分間隔で所要15分

## 同形機
同形機としてレーティッシュ鉄道のGe4/4III形とモントルー・オーベルラン・ベルノワ鉄道のGe4/4形が、準同形機としてアッペンツェル鉄道のGe4/4形がある。

### レーティッシュ鉄道Ge4/4III形

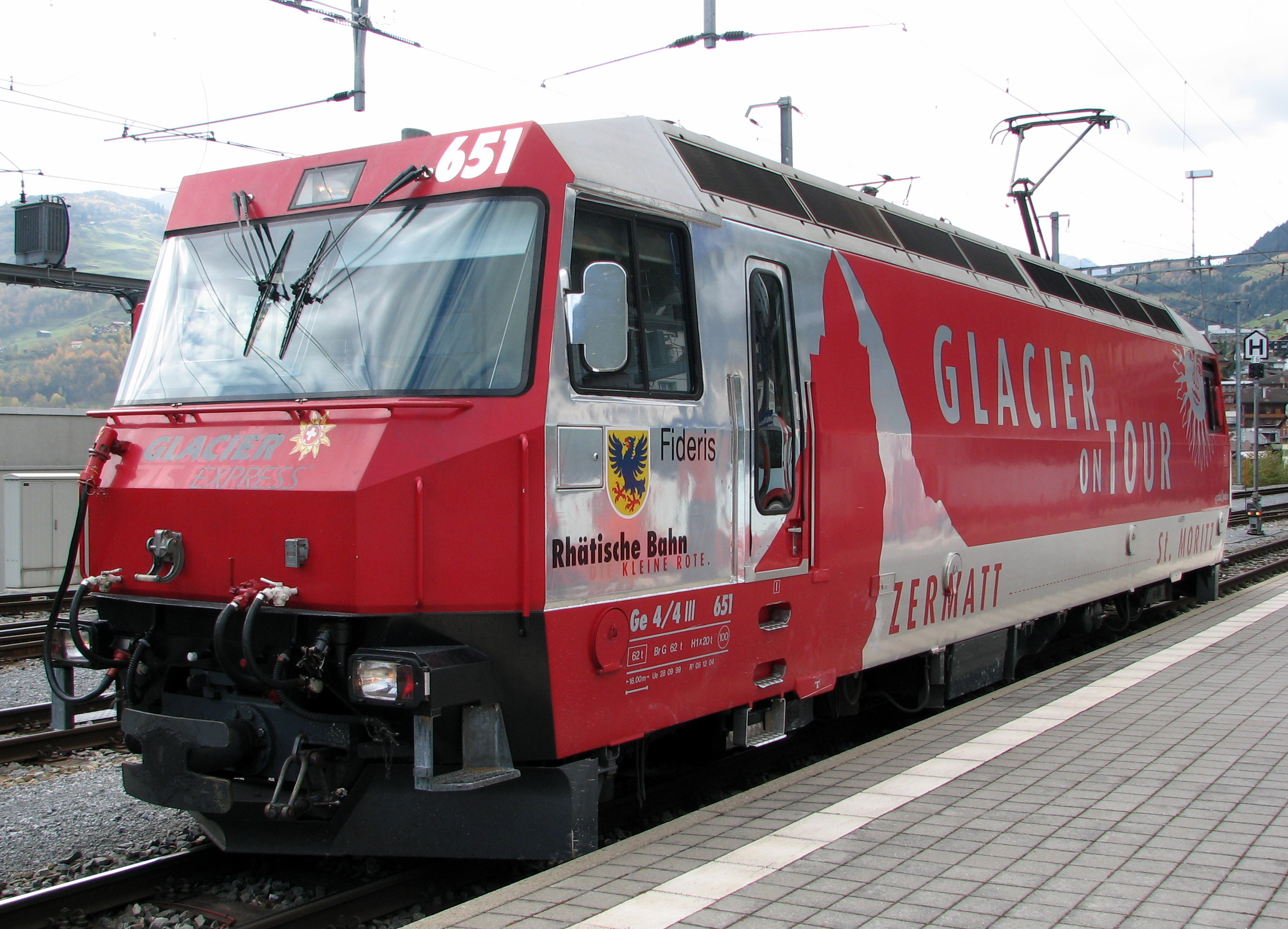
氷河急行塗装のGe4/4 651号機

- 1999年に開通したフェライナ峠を越える全長19 kmのフェライナトンネルを含む新線を通る列車フェリーの牽引および本線系統の急激な旅客及び貨物輸送量の増加と、クール - アローザ線の電源方式の変更[14]に伴う慢性的な機関車不足に対応するために1993-1994年と1999年にそれぞれ9機と3機が製造された機体である。
- 主にフェライナトンネルでの列車フェリーの牽引と氷河急行を始めとするアルブラ線を中心とした旅客列車の牽引に使用されており、電気方式がAC 11 kV・16.7 Hzである、列車用ブレーキとして空気ブレーキに加えて真空ブレーキを装備する、ギヤ比が6.136と小さくで最高速度が100 km/hである、連結器が中央バッファのねじ式連結器であるなどの差異がある。
- レーティッシュ鉄道では標準軌の貨車の運行は三線軌条によるスイス国鉄貨物列車の直接乗り入れ[15]もしくはロールワーゲンに積載しての運行[16]となるため、Ge4/4III形はねじ式連結器とバッファは装備されておらず、台枠の嵩上げもなされていないる。塗装は赤色をベースに車体裾部をグレーとしたものであり、多くの広告塗装機が設定されている。

### モントルー・オーベルラン・ベルノワ鉄道Ge4/4形

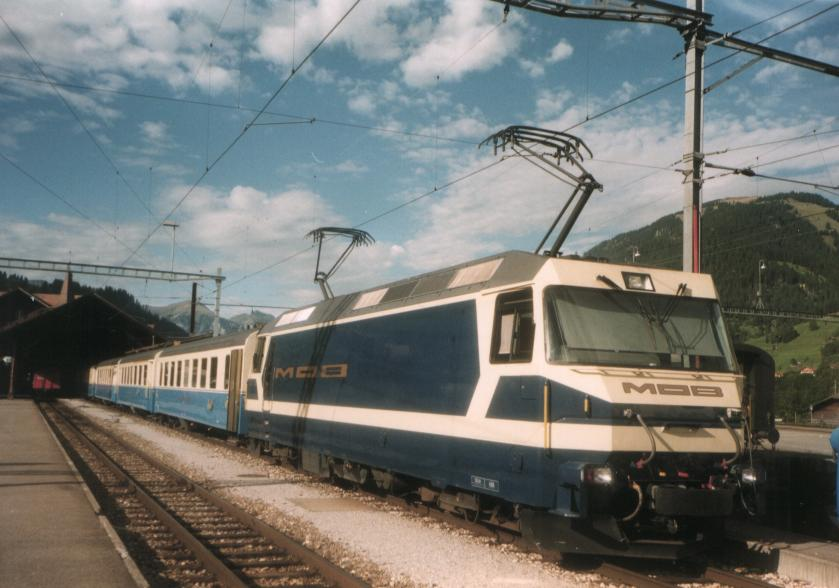
モントルー・オーベルラン・ベルノワ鉄道のGe4/4 8001-8004形 標準塗装

- モントルー・オーベルラン・ベルノワ鉄道のGe4/4形8001-8004号機は1995年にGDe4/4形電気機関車に続いて製造されたもので、電気方式がDC 900 Vであり、集電容量が3000 Aに制限される関係で出力が2000 kWとなっているほか、主変換装置のインバータ部が1基で主電動機1台を制御している、電磁吸着ブレーキを装備するなど一部機器類が異なり、ギヤ比はレーティッシュ鉄道の機体とおなじ6.136で最高速度はこのシリーズの機関車本来の性能である120 km/hとされている。
- 本形式は、当時計画されていた、ゴールデン・パスラインのツヴァイジンメンからBLS AG[17]のインターラーケンまでの乗入れ[18]に備えてAC 15 kV・16.7 Hzとの2電源化が考慮された設計がなされており、屋根上に交流用のパンタグラフおよび主開閉器の設置準備が、機器室内の主変換装置にコンバータ部の搭載準備がなされ、床下の主変圧器も筐体は搭載済みであるなどの交流機器の準備がされ、将来の交流区間走行時にはレーティッシュ鉄道のGe4/4III形と同性能となる予定であった。
- そのほか、最急勾配73パーミルに対応してブレーキ装置に電磁吸着ブレーキが追加されている、直流用のパンタグラフを搭載、最高速度が120 km/hであるなどの差異がある。また、ロールボック牽引用に台枠はモルジュ-ビエール-コソネイ地域交通Ge4/4形と同じく前部で嵩上げされているが、本機では専用のアダプターを使用しての牽引となるため、連結器は設置されていない。
- 標準塗装は濃青色とクリーム色の塗り分けであったが、現在では濃紺色や黒をベースとした各機体各様のゴールデンパス・ラインに関連したさまざまな広告塗装がなされている。

### アッペンツェル鉄道Ge4/4形

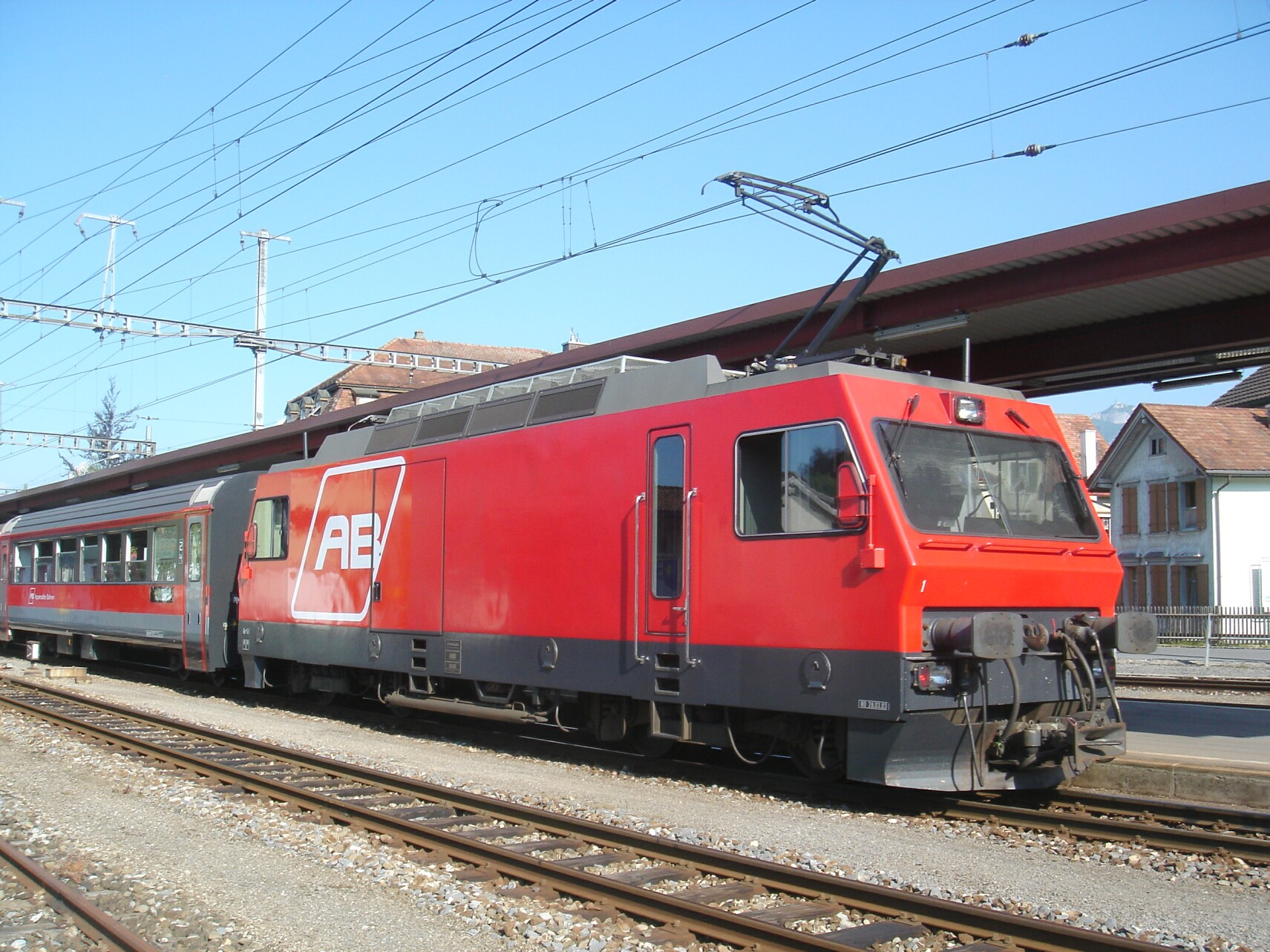
アッペンツェル鉄道Ge4/4 1号機

- アッペンツェル鉄道のGe4/4形1号機は1994年に製造された、レーティッシュ鉄道のGe4/4III形やモルジュ-ビエール-コソネイ地域交通のGe4/4形をベースに小型化した機体で、電機部分、主電動機はABBが、台車はSLMが同様に製造しているが、車体はシュタッドラー[19]が製造しており、形態は大きく異なる。
- 車体は全長14850 mmと短縮され、車体中央には幅1.2 mの扉を持つ面積5 m2荷物室が設置され、車体前後にはモルジュ-ビエール-コソネイ地域交通の機体と同じく+GF+式連結器とロールボック積載貨車の牽引用のスイス国鉄仕様のねじ式連結器とバッファが取付けられていたが、アッペンツェル鉄道でのロールボックの運用が終了したため、2010年にねじ式とバッファは撤去されている。
- 台車はベースとなった機体と同一で、ギヤ比はモルジュ-ビエール-コソネイ地域交通の機体と同じ6.44となっているほか、電気方式は直流1500 Vで、出力は設計上は1500 kWが可能であるが1000 kWに制限して使用され、37パーミルの勾配で200 tを35 - 40 km/hで牽引可能な性能を持つ。塗装は赤をベースに車体裾部と床下機器がダークグレー、屋根と屋根上機器がグレーであり、機体側面にABをデザインしたマークが入る。